# Грант Шаппс
Грант Шаппс (англ. Grant Shapps; нар. 14 вересня 1968, Вотфорд, Англія) — британський бізнесмен і політик-консерватор, державний секретар з питань оборони Великої Британії від 31 серпня 2023 року. Член Палати громад від округу Welwyn Hatfield від 2005 року. Від 4 вересня 2012 р. до 11 травня 2015 р. був співголовою Консервативної партії і міністром без портфеля в уряді Девіда Камерона. 6 діб, з 19 жовтня до 25 жовтня 2022 року був міністром внутрішніх справ в уряді Ліз Трасс. Від 25 жовтня 2022 року до 7 лютого 2023 року був державним секретарем з питань бізнесу, енергетики та промислової стратегії, від 7 лютого до 31 серпня 2023 року — державним секретарем з питань енергетичної безпеки в уряді Ріші Сунака.
Грант Шаппс походить з родини британських євреїв. У підлітковому віці працював у єврейській молодіжній організації BBYO. Він вивчав фінанси та управління в Міському університеті Манчестера, заснував свою власну компанію під назвою PrintHouse, що надає послуги друку й реклами, а пізніше інтернету.
Від 1997 до 2001 р. Шаппс невдало намагався обратися в Палату громад від Консервативної партії. Він зумів отримати депутатський мандат утретє під час виборів у 2005 році. Невдовзі після обрання Девіда Камерона новим лідером партії Шаппс був призначений віце-президентом Консервативної партії, відповідав за виборчі питання. 2007 року став доповідачем консерваторів з питань житлового будівництва. Він не був членом офіційного тіньового уряду, але мав право брати участь у його засіданнях.
Після створення коаліційного уряду між консерваторами і ліберал-демократами після виборів у 2010 році Шаппс став заступником міністра громад і місцевого самоврядування, відповідав за житло й місцеве самоврядування. У той самий час він очолював міжвідомчу робочу групу з боротьби з безпритульністю. Під час реконструкції уряду у 2012 році був призначений співголовою партії (разом з лордом Фельдманом), а також міністром без портфеля у ранзі члена кабінету міністрів.
Від 1997 року перебуває в шлюбі з Беліндою Ґолдстоун. У них троє дітей, які народилися за допомогою штучного запліднення. У 2000 році родина пережила серйозне випробування, коли Гранту був поставлений онкологічний діагноз, і він пройшов курс хіміотерапії. Люди з близького оточення політика пов'язують його політичну напористість з переконанням, що життя дало йому другий шанс для самореалізації.
Він є двоюрідним братом відомого панк-рокера Міка Джонса.
31 серпня 2023 року замінив Бена Воллеса на посаді Міністра Оборони Великої Британії в уряді Ріші Сунака.